# Distretto di Chinchihuasi
Il distretto di Chinchihuasi è uno degli undici distretti della  provincia di Churcampa, in Perù. Si trova nella regione di Huancavelica.